# Volvo 360 cup
De Volvo 360 cup is een toerwagenklasse voor Volvo 360's met een 2-liter injectiemotor. De klasse wordt georganiseerd door de DNRT.

## Geschiedenis
In het jaar 2000 nam iemand voor een racecursus een Volvo 360 mee naar het circuit. Vanwege het bedenkelijke imago van de Volvo 360 werd hij niet erg serieus genomen. Maar al snel bleek de Volvo een geweldig mooie race- en driftauto en vanwege de lage kosten werd al snel het idee opgevat om ermee te gaan racen. Vanaf het jaar 2002 werd de klasse zeer populair en dat is deze tot op heden gebleven. Er zijn ongeveer 60 auto's raceklaar in Nederland en deelnemersvelden met meer dan 20 auto's zijn dan ook meer regel dan uitzondering.

## De Auto
Enkel de Volvo 360, met een 2-liter injectiemotor in 3, 4, of 5-deurs uitvoering is toegestaan om deel te nemen in deze klasse. Om de kosten laag te houden, mogen maar een paar dingen aan de auto worden gewijzigd. Zo mag de auto naar eigen inzicht worden verlaagd, maar mag er niets aan de motor worden veranderd. Wel moet vanwege de veiligheid een rolkooi worden ingebouwd.
Om te controleren of er inderdaad niets illegaals is gedaan, worden onaangekondigd rollerbanktest uitgevoerd, waarbij het vermogen, gemeten aan de krukas, niet meer dan 115pk mag bedragen. Ook is er op Zandvoort een speciale 2:16 regel, die inhoudt dat je niet sneller mag rijden dan 2 minuten en 16 seconden over een ronde. Jan Lammers heeft ooit tijdens een race die tijd gereden en die is sindsdien als uitgangspunt genomen. Wordt er een ronde sneller dan 2:16 gereden, dan volgt een sanctie die kan bestaan uit tijdstraf of een plaatsing naar achteren op de startopstelling.

## Circuits
Het thuiscircuit van de DNRT is Circuit Park Zandvoort. Hier worden per jaar dan ook de meeste races vereden, maar ook zijn er vaste uitstapjes naar het TT-Circuit Assen en Circuit Zolder in België. Voorheen werd ook Oschersleben bezocht en in 2011 was er een eenmalig evenement op Spa-Francorchamps.
De kalender wordt altijd samengesteld door DNRT en de Volvo 360 cup valt in categorie B.

## Wijzigingen in 2013
In 2013 zijn er enkele nieuwe regels ingevoerd om de gelijkwaardigheid van de auto's in de cup beter te kunnen waarborgen. De meest in het ook springende verandering voor was dat de 2:16 regel vervangen werd door de 2:17 regel. De reden hiervoor is dat de Toyo Trampio's die tot 2012 werden gebruikt ongeveer een seconde sneller per ronde waren dan de Toyo R888 banden die op dit moment verplicht zijn.
Verder is er voor het eerst een minimumgewicht, t.w. 1050kg voor auto en coureur.
sinds 2014 geldt er geen tijdsregel

## Puntensysteem vanaf 2013
Vanaf 2013 zal de Volvo 360 Cup werken met een nieuw puntensysteem. Hierbij krijgt de deelnemer die als eerste is gefinisht evenveel punten als het totaal aantal deelnemers in die race. De nummer 2 krijgt 1 punt minder etc.

## Oude puntensysteem (gebruikt t/m 2012)
Punten worden toegekend aan de top 20 geklasseerde finishers.
| Positie | 1e | 2e | 3e | 4e | 5e | 6e | 7e | 8e | 9e | 10e | 11e | 12e | 13e | 14e | 15e | 16e | 17e | 18e | 19e | 20e |
| Punten  | 14 | 12 | 10 | 8  | 6  | 5  | 4  | 3  | 3  | 3   | 2   | 2   | 2   | 2   | 2   | 1   | 1   | 1   | 1   | 1   |

## Kampioenen
| Seizoen | Coureur              |
| ------- | -------------------- |
| 2021    | Glenn Boeye          |
| 2020    | Maiko Buurman        |
| 2019    | Maiko Buurman        |
| 2018    | Maiko Buurman        |
| 2017    | Thom Slaats          |
| 2016    | Theo Knoop           |
| 2015    | Thom Slaats          |
| 2014    | Theo Knoop           |
| 2013    | Thom Slaats          |
| 2012    | Theo Knoop           |
| 2011    | Theo Knoop           |
| 2010    | Theo Knoop           |
| 2009    | Edwin Tuinman        |
| 2008    | Christ van der Peijl |
| 2007    | Jos Buurman          |
| 2006    | Suzanne Jager        |
| 2005    | Ard Keff             |
| 2004    | Dennis Hafkamp       |
| 2003    | Randall Lawson       |
| 2002    | Randall Lawson       |
| 2001    |                      |